# دكاكنة
دكاكنة قرية تبعد عن العاصمة الجزائرية 30 كيلومترا غربا وكانت في السابق تتبع ولاية تيبازة وضمت إلى العاصمة بعد التقسيم الجديد وتشتهر بزراعة الخضار والفواكه وأشجار البرتقال والعنب.